# Draco maximus
Draco maximus är en ödleart som beskrevs av  George Albert Boulenger 1893. Draco maximus ingår i släktet flygdrakar, och familjen agamer. Inga underarter finns listade i Catalogue of Life.